# Parexaula
Parexaula é um gênero de mariposa pertencente à família Acrolepiidae.